# الخظراء (رصد)

تعديل مصدري - تعديل

الخظراء هي إحدى قرى عزلة القارة بمديرية رصد التابعة لمحافظة أبين، بلغ تعداد سكانها 107 نسمة حسب تعداد اليمن لعام 2004.